# Dżate
Dżate (perski: جاته) – miejscowość w Iranie, w ostanie Chuzestan. W 2006 roku miejscowość liczyła 1227 mieszkańców w 250 rodzinach.